# Monaco ai Giochi della XXVII Olimpiade
Monaco partecipò ai Giochi della XXVII Olimpiade, svoltisi a Sydney, Australia, dal 15 settembre al 1º ottobre 2000, con una delegazione di 4 atleti impegnati in quattro discipline.